# Selenops imias
Espèce
Selenops imias est une espèce d'araignées aranéomorphes de la famille des Selenopidae.

## Distribution
Cette espèce est endémique de la province de Guantánamo à Cuba,.

## Description
La femelle holotype mesure 8,80 mm.

## Étymologie
Son nom d'espèce lui a été donné en référence au lieu de sa découverte, Imías.

## Publication originale
- Alayón, 2005 : La familia Selenopidae (Arachnida: Araneae) en Cuba. Solenodon, vol. 5, p. 10-52.